# Вильгельм из Апулии
Вильгельм Апулийский (лат. Guillelmus Apuliensis, итал. Guglielmo di Puglia; ум. около 1100) — итало-нормандский хронист и поэт. Его латинские «Деяния Роберта Гвискара», наряду с хрониками Амата из Монте-Кассино и Гоффредо Малатерра, являются одним из основных источников по истории нормандских завоеваний в Южной Италии во второй половине XI века. 

## Жизнь и труды
О его происхождении неизвестно практически ничего, неясно даже, был ли он клириком, или же мирянином. Имя его являлось традиционным как для нормандцев, так и для потомков лангобардов. Вполне вероятно, однако, что он являлся уроженцем Апулии. Итальянский историк Микеланджело Скипа и французский историк Фердинанд Шаландон называют его родиной Джовинаццо в современной провинции Бари, так как именно к этому городу он проявляет в своём сочинении наибольший интерес. Несомненно, что он был человеком начитанным, поскольку свободно владел латынью и цитировал античных классиков, в частности, Вергилия и Лукана.
Между 1088 и 1098-м, по другим данным, между 1095 и 1099 годами, по настоянию папы Урбана II, он написал латинским гекзаметром метрическую хронику «Деяния Роберта Гвискара» (лат. Gesta Roberti Wiscardi), в которой прославлял этого норманнского завоевателя Сицилии и герцога Апулии. 
Пять книг этого сочинения охватывают время начиная с прибытия первых нормандских завоевателей в Южную Италию и заканчивая смертью Гвискара, и в основном освещают события в Апулии, Калабрии и Сицилии. Датировка его основана на том факте, что в тексте упоминаются действия крестоносцев в Анатолии, но не взятие ими Иерусалима, произошедшее в 1099 году. Поэма посвящена была сыну и наследнику Роберта Гвискара — Рожеру Борсе и после смерти Вильгельма, возможно, продолжена до 1111 года.
Опираясь в основном на местные источники, среди которых можно выделить датированные примерно 1043 годом «Барийские анналы» (лат. Annales Barenses), а также составленные в начале XII века «Хронику Барийского анонима» (лат. Anonymi Barensis Chronicon) и «Анналы Лупа Протоспафария» (лат. Annales Lupi Protospatharii), Вильгельм подробнее описывает дела в самой Апулии и менее обстоятельно — в Сицилии и западной Италии, где он, скорее всего, не бывал. Главными двумя его темами является восхваление нормандцев как избранных богом наследников Византии и прославление дома Готвилей. 
Вильгельм всячески подчёркивает превосходство северных завоевателей над греками, которых они считают «трусливыми», «мягкими» и «женоподобными», привыкшими вести праздный образ жизни, в то время как лангобардов называют «вероломными» и «нерешительными». Его хроника содержит массу интересных подробностей военных и дипломатических предприятий нормандцев, а также объединительной политики Гвискара.

## Рукописи и издания
Позднейшим хронистам и историкам «Деяния Роберта Гвискара» не были широко известны, и единственным автором, который несомненно ими пользовался, был Александр, составивший в конце XII века хронику монастыря Св. Бартоломео из Карпинето в Абруцци. Однако их, несомненно, знали в Нормандии, так как единственная уцелевшая их рукопись происходит из монастыря Мон-Сен-Мишель и ныне хранится в собрании муниципальной библиотеки Авранша (Bibliotheque municipale, MS. 162). Она была переписана во второй половине XII столетия с утраченной позже более древней рукописи из аббатства Ле-Бек, возможно, по инициативе образованного аббата Мон-Сен-Мишель Роберта де Ториньи.
Впервые «Деяния» были напечатаны в 1582 году Жаном Тиремуа в Руане по утраченной Ле-Бекской рукописи. Научное издание его подготовлено было в 1851 году немецким историком-архивистом Францем Фридрихом Рогером Вильмансом для IX тома первой серии «Monumenta Germaniae Historica» (Scriptores), и в 1925 году переиздано во второй серии в Лейпциге. Комментированный итальянский перевод был выпущен в 1867 году в Лечче в «Собрании изданных и неопубликованных писателей Отранто». Новейшее итальянское издание в современном переводе и латинском оригинале подготовлено в 2003 году историком-медиевистом Франческо де Роса в Кассино для «Серии исследований по истории Средневековья».
Первый полный прозаический русский перевод был выполнен в 2003 году И. В. Стариковым для сайта «Восточная литература», а в 2013 году на нём же опубликован был метрический, подготовленный И. В. Дьяконовым по изданию Фр. Фр. Р. Вильманса, который в 2021 году выпущен был московским издательством «Русская панорама» в сборнике «Хроники Сицилийского королевства» из серии «MEDIÆVALIA: средневековые литературные памятники и источники».

## Публикации
- Вильгельм Апулийский. Деяния Роберта Гвискара // Хроники Сицилийского королевства / Пер. с лат. И. В. Дьяконова. — М.: Русская панорама, 2021. — С. 9–96. — (MEDIÆVALIA: средневековые литературные памятники и источники). — ISBN 978-5-93165-458-4.

- Guillermi Apuliensis Gesta Roberti Wiscardi, hrsg. von Roger Wilmans // Monumenta Germaniae Historica (Scriptores). — Tomus IX. — Hannover, 1851. — pp. 239–298.
- I Normanni: poema storico di Guglielmo Pugliese; cronache e diplomi del secolo 11 e 12, traduzione dal latino con note e prefazione. — Lecce: Tip. Garibaldi di Flascassovitti e Simone, 1867. — 294 p. — (Collana di opere scelte edite e inedite di scrittori di Terra d'Otranto).
- Guglielmo di Puglia. Gesta Roberti Wiscardi. Pubblicate e traduzione di Marguerite Mathieu. — Palermo, 1961. — (Instituto Siciliano di Studi Bizantini e Neoellenici. Testi e monumenti, 4).
- Guglielmo di Puglia. Le gesta di Roberto il Guiscardo. Introduzione, traduzione e note di Francesco De Rosa. — Cassino, 2003. — (Collana di studi storici medioevali, 10).